# نیمه‌عمر: آبی‌پوش
نیمه‌جان: آبی پوش (به انگلیسی: Half-Life: Blue Shift) یک بسته تکمیلی برای بازی ویدئویی علمی تخیلی نیمه‌جان شرکت ولو است. این بازی توسط گیرباکس سافتور بهمراه شرکت ولو ساخته شده‌است و سییرا اینترتینمنت آن را در ۱۲ ژوئن، ۲۰۰۱ برای مایکروسافت ویندوز منتشر کرده‌است. این بازی دومین بسته تکمیلی برای بازی نیمه‌جان است که در ابتدا قرار بود یکی از قسمت‌های نسخه دریم‌کست باشد، اما بعدها این نسخه لغو گردید و نسخه رایانه شخصی آن تولید و منتشر گردید. این بازی توسط استیم در ۲۴ اوت ۲۰۰۵، به صورت آنلاین به اشتراک گذاشته شد.
برخلاف نیروی مهاجم که بسته تکمیلی قبلی گیرباکس سافتور بود، آبی پوش به ظاهر و رخدادهای نسخه اولیه نیمه‌جان برگشته بود، اما داستان از چشمان فردی دیگر دنبال می‌شد. شخصیت اصلی آبی پوش یک گارد امنیتی به نام بارنی کالهون بود که توسط مرکز تحقیقات بلک میسا استخدام شده‌است. بعد از حوادث علمی رخ داده که باعث شد بلک میسا مورد حمله بیگانگان قرار گیرد، بارنی کالهون باید برای رسیدن به یک مکان امن به مبارزه بپردازد. آبی پوش تقریباً نقدهای مثبتی از منتقدین دریافت کرد. منتقدین زمان کوتاه بازی و کمبود عناصر جدید را مورد انتقاد قرار دادند.
این بازی با میانگین امتیازه ۶۷٫۴۰ و ۷۱ از ۱۰۰ به ترتیب در سایت‌های گیم رنکینگز و متاکریتیک قرار دارد.